# Walter-Hasenclever-Literaturpreis
Der Walter-Hasenclever-Literaturpreis ist ein Literaturpreis, der seit 1996 zur Erinnerung an Walter Hasenclever alle zwei Jahre verliehen wird. Träger der Auszeichnung sind die Walter-Hasenclever-Gesellschaft, das Aachener Einhard-Gymnasium als ehemalige Schule Hasenclevers, der Aachener Buchhandel, das Deutsche Literaturarchiv Marbach, das den Nachlass Hasenclevers pflegt, und die Stadt Aachen. Der Preis ist mit 20.000 Euro dotiert. Die Preisverleihungen mit Laudationes und Dankesreden, fachwissenschaftlichen Beiträgen, literaturkritischen Rezensionen sowie einer Dokumentation der Rezeptionen der Schülerinnen und Schüler des Einhard-Gymnasiums werden dokumentiert in den Jahrbüchern der Walter-Hasenclever-Gesellschaft e.V.
Mit dieser Auszeichnung knüpfen die Stifter an den früheren Walter-Hasenclever-Preis der Stadt Aachen an, der in unregelmäßigen Abständen zum Gedenken an den großen Sohn der Stadt verliehen wurde.

## Preisträger
- 2025: Daniela Krien[1]
- 2023: Norbert Scheuer[2]
- 2020 und 2021: Marica Bodrožić[3]
- 2018: Robert Menasse
- 2016: Jenny Erpenbeck[4]
- 2014: Michael Köhlmeier[5]
- 2012: Michael Lentz
- 2010: Ralf Rothmann
- 2008: Christoph Hein
- 2006: Herta Müller
- 2004: F. C. Delius
- 2002: Marlene Streeruwitz
- 2000: Oskar Pastior
- 1998: George Tabori
- 1996: Peter Rühmkorf

### Preisträger des früheren Hasenclever-Preises (Auswahl)
- 1994:  Elfriede Jelinek
- 1993:  Emine Sevgi Özdamar
- 1990:  Regine Jung, Michael Wüstefeld u. a.[6]
- 1989:  Reinhard Jahn und Walter Wehner
- 1983:  Suleman Taufiq